# Blättermagen
Der Blättermagen (lat. Omasum, auch Buch(magen), Psalter, Kalender oder Löser genannt) ist eine Abteilung der Vormägen der Wiederkäuer. Er liegt als ballonartiges Gebilde auf der rechten Seite in der vorderen Bauchhöhle und grenzt an Leber, Netzmagen und Labmagen. Bei Rindern hat er etwa die Größe eines Medizinballs. Seinen Namen verdankt er den im Inneren ausgebildeten etwa 100 Schleimhautfalten (Laminae omasi), die wie Blätter eines Buches erscheinen. Am Boden des Blättermagens setzt sich die Magenrinne als Psalterinne (Sulcus omasi) fort.

## Funktion

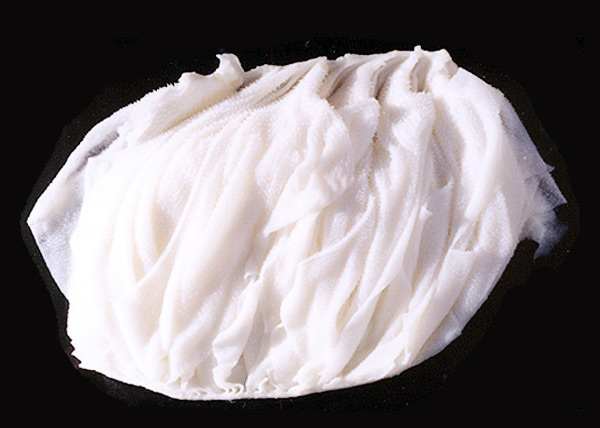
Blättermagen

Die im Pansen fermentierte Nahrung gelangt über den Netzmagen und das Ostium reticulo-omasicum in den Blättermagen. Die Psalterblätter tragen kurze, verhornte Ausstülpungen (Papillae omasi). In den engen Zwischenräumen zwischen den Psalterblättern (Recessus interlaminares) wird durch die Eigenmotorik des Blättermagens (Psalterkontraktionen) Flüssigkeit aus dem Futterbrei ausgepresst und letzterer damit eingedickt. Im Blättermagen werden zudem Wasser und wasserlösliche Nahrungsbestandteile resorbiert, wodurch dieser Magenabschnitt eine feste Konsistenz aufweist. Die nun mehr eingedickte Nahrung gelangt durch die Kontraktionen des Blättermagens über das Ostium omasoabomasicum in den eigentlichen Drüsenmagen der Wiederkäuer, den Labmagen.

## Erkrankungen
Gelegentlich kommt es bei zu starker Eindickung und gestörter Motorik zu einer Verstopfung des Blättermagens. Auch eine Versandung bei stark verschmutztem Futter ist möglich. Beides zieht schwere Verdauungsstörungen nach sich, die ohne tierärztliche Behandlung tödlich enden können.